# Bonde af Säfstaholm

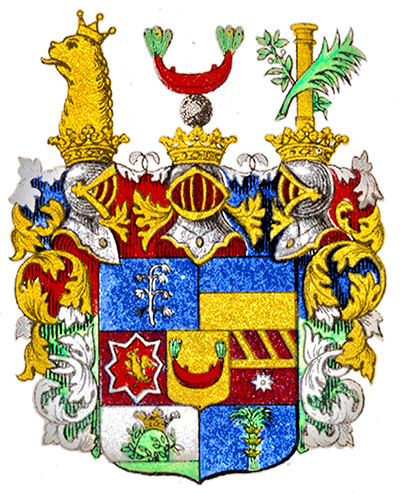
Bonde af Säfstaholms vapen.

Bonde af Säfstaholm var en grevlig ätt som utgrenar sig ur adliga ätten Bonde. Riksrådet Claës Ulfsson Bonde (1664–1726), upphöjd i grevlig värdighet genom kunglig resolution 1719, introducerades samma år med namnet Bonde af Säfstaholm under nr 64, men ätten utgick redan med en av hans söner 1783.

## Kända medlemmar
- Gustaf Bonde (1698–1772)
- Carl Bonde (1697–1755)